# Wachendorfia multiflora
Wachendorfia multiflora är en enhjärtbladig växtart som först beskrevs av Friedrich Wilhelm Klatt, och fick sitt nu gällande namn av John Charles Manning och Peter Goldblatt. Wachendorfia multiflora ingår i släktet Wachendorfia och familjen Haemodoraceae. Inga underarter finns listade.

## Bildgalleri

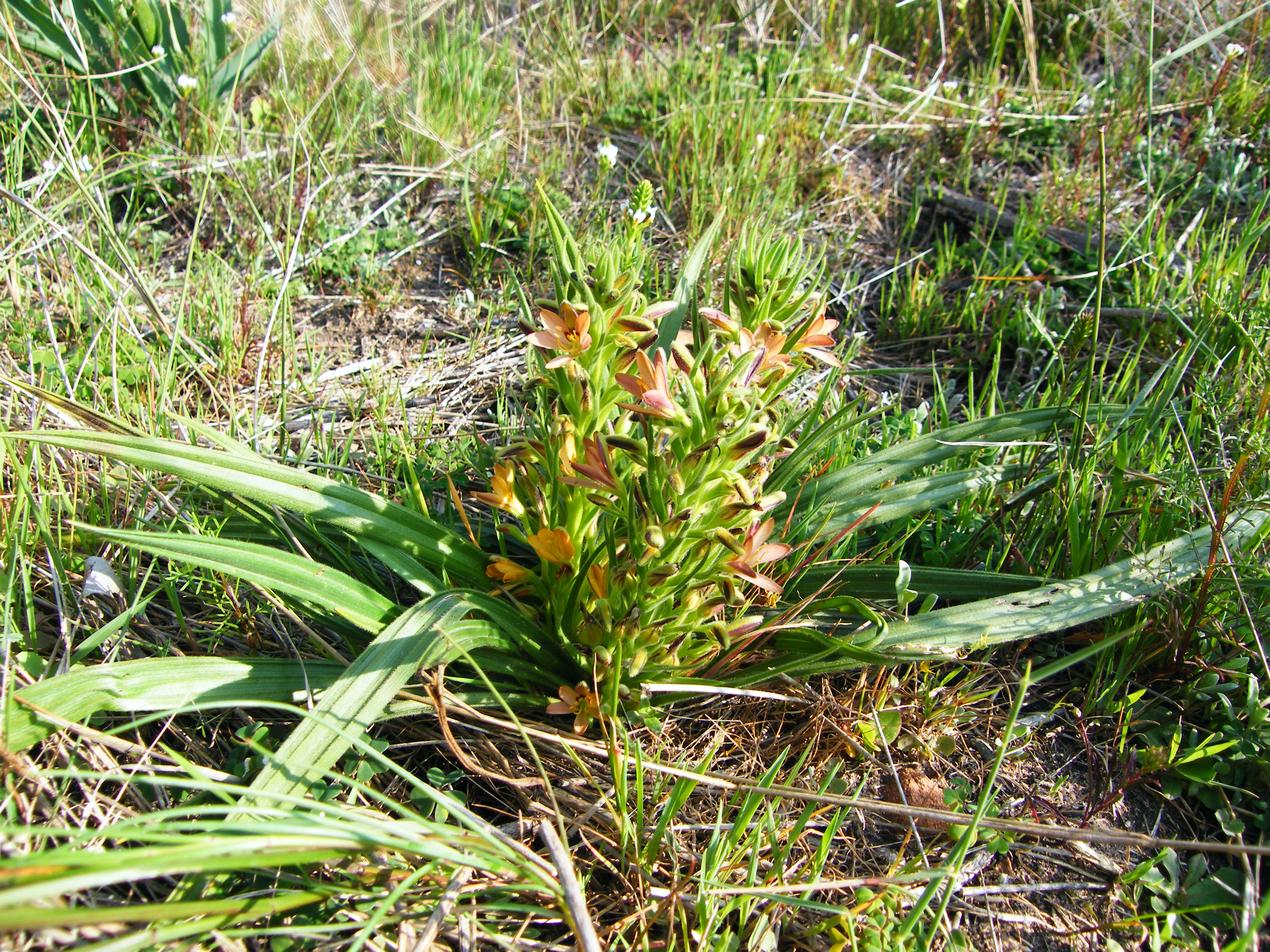